# Тан Хоу Лян
Тан Хоу Лян (5 травня 1933 — 3 грудня 2024) — сінгапурський важкоатлет.
Срібний призер Олімпійських Ігор 1960 року в легкій вазі.
Переможець Ігор Співдружності 1958 (легка вага), 1962 (середня вага) років.
Переможець Азійських ігор 1958 року в легкій вазі.